# Nederlandse Brouwers
Nederlandse Brouwers, tot 2010 bekend onder de naam Centraal Brouwerij Kantoor, is de brancheorganisatie van grote Nederlandse brouwerijen. Nederlandse Brouwers vertegenwoordigt tien brouwerijen die tezamen goed zijn voor 95 procent van de Nederlandse bierproductie. De organisatie behartigt de belangen van deze ondernemers door ontwikkelingen op de markt kritisch te volgen en te onderhandelen met de betrokken overheden. In samenwerking met andere organisaties zet Nederlandse Brouwers zich in voor goede voorlichting, verantwoorde bierconsumptie, duurzaamheid en ketenbeheer en het economisch belang van de sector.

## Oprichting

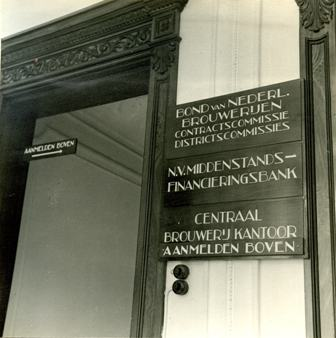
Entreehal Herengracht 282, Amsterdam (1941)

Het CBK wordt op 18 september 1939 opgericht door alle 99 brouwerijen die Nederland op dat moment telt. Aanleiding is de zojuist losgebarsten Tweede Wereldoorlog. Veel brouwerijen zijn nog niet vergeten hoe zwaar de brouwnijverheid tijdens de Eerste Wereldoorlog te lijden heeft gehad onder schaarste aan grondstoffen (brouwgerst), halffabricaten (mout) en brandstoffen. Daardoor heeft een groot aantal brouwerijen in 1917 en 1918 de bierproductie moeten beëindigen. Voor veel van deze brouwerijen draaide deze brouwstop uiteindelijk uit op een definitieve bedrijfssluiting of een doorstart als bieragent (handelaar in bier van een andere brouwerij). Om een soortgelijke golf van bedrijfssluitingen te voorkomen ontstaat binnen de Bond van Nederlandse Brouwerijen – waarbij voornamelijk brouwerijen van boven de grote rivieren zijn aangesloten – het idee om een organisatie op te zetten die gedurende de oorlog moet gaan toezien op een eerlijke verdeling van grondstoffen en halffabricaten. Ook onder de brouwerijen in het Zuiden des lands blijkt dit idee op algemene instemming te kunnen rekenen. Als voorzitter van het CBK treedt Heineken-directeur Mr. D.U. (Dirk) Stikker op. De dagelijkse leiding van het CBK-secretariaat wordt in handen gelegd van Mr. H.J.G. (Hans) Ivens, die tevens secretaris is van de Bond van Nederlandse Brouwerijen.

## Tweede Wereldoorlog
Behalve dat het CBK toeziet op een proportionele verdeling van grondstoffen en halffabricaten – waardoor de concurrentieverhoudingen gedurende de oorlog feitelijk worden bevroren – treedt het CBK vanaf mei 1941 ook op als coördinerende instantie voor bierleveranties aan Duitse krijgsmachtonderdelen. Uit de administratie van deze bierleveranties blijkt een betrekkelijk exact beeld te kunnen worden afgeleid betreffende Duitse troepenbewegingen en -concentraties in Nederland. Deze gegevens worden doorgespeeld naar Engeland. Als de Duitsers hier in november 1943 lucht van krijgen wordt voorzitter Stikker ter verantwoording geroepen. Deze weet zich uit zijn netelige positie te bevrijden met het argument dat bij een organisatie waar zo’n 70 mensen werkzaam zijn, altijd enig risico bestaat op het lekken van vertrouwelijke informatie.

## Het bier is weer best
Als eind 1947 de grondstoffendistributie wordt beëindigd, houdt het CBK niet op te bestaan. Wel kan de personeelsomvang flink worden ingekrompen. Besloten wordt het CBK uit te bouwen tot brancheorganisatie voor de Nederlandse brouwnijverheid. Deze beslissing vloeit voort uit het feit dat het CBK een veel hogere representativiteit kent dan vooroorlogse verenigingen als de Bond van Nederlandse Brouwerijen en de Nederlandse Brouwers Bond, die nimmer namens de gehele brouwnijverheid konden spreken of optreden. De belangrijkste taak van het CBK in de eerste naoorlogse jaren is bierpromotie. Door een combinatie van omstandigheden bereikt de Nederlandse bierconsumptie in 1949 een dieptepunt van 10,1 liter per hoofd van de bevolking. Een collectieve reclamecampagne onder het motto "Het bier is weer best" moet Nederlanders aanzetten tot een hogere bierconsumptie. In een voor die tijd opvallend multimediale campagne (advertenties, affiches, radio- en bioscoopcommercials, grammofoonplaatjes) wordt benadrukt dat bier een drank is voor mannen en vrouwen van alle leeftijden en alle rangen en standen. Ook wordt veel nadruk gelegd op de thuisconsumptie van bier, waardoor het product uit de exclusieve cafésfeer wordt gehaald. Voorts poogt de campagne om de sterk seizoensmatige afzet van bier te doorbreken door te beklemtonen dat het altijd ‘bierweer’ is. Aan de campagne werken bekende fotografen (Paul Huf), illustratoren (Jo Spier, Eppo Doeve, Wim Bijmoer), zangers (Max van Praag), tekstschrijvers (Jan de Cler, Eli Asser), filmproducenten (Joop Geesink) en conferenciers (Cees de Lange) mee. Stuwende kracht achter de campagne is tien jaar lang Hendrik Eduard (Henny) Janssen (1912-1988), eerst in zijn hoedanigheid als hoofd van de afdeling verbruiksontwikkeling van het CBK (1950-1951), vervolgens als directeur van het reclamebureau Interad. Als de bierconsumptie duidelijk tekenen van herstel vertoont, worden de budgetten van de campagne beetje bij beetje teruggeschroefd. Eind 1959 staakt het CBK de samenwerking met Interad (Henny Janssen) en wordt de Het-bier-is-weer-best-campagne feitelijk beëindigd. De bierconsumptie bedraagt dan 23 liter per hoofd van de bevolking.

## Biertapwedstrijden en Bierwacht

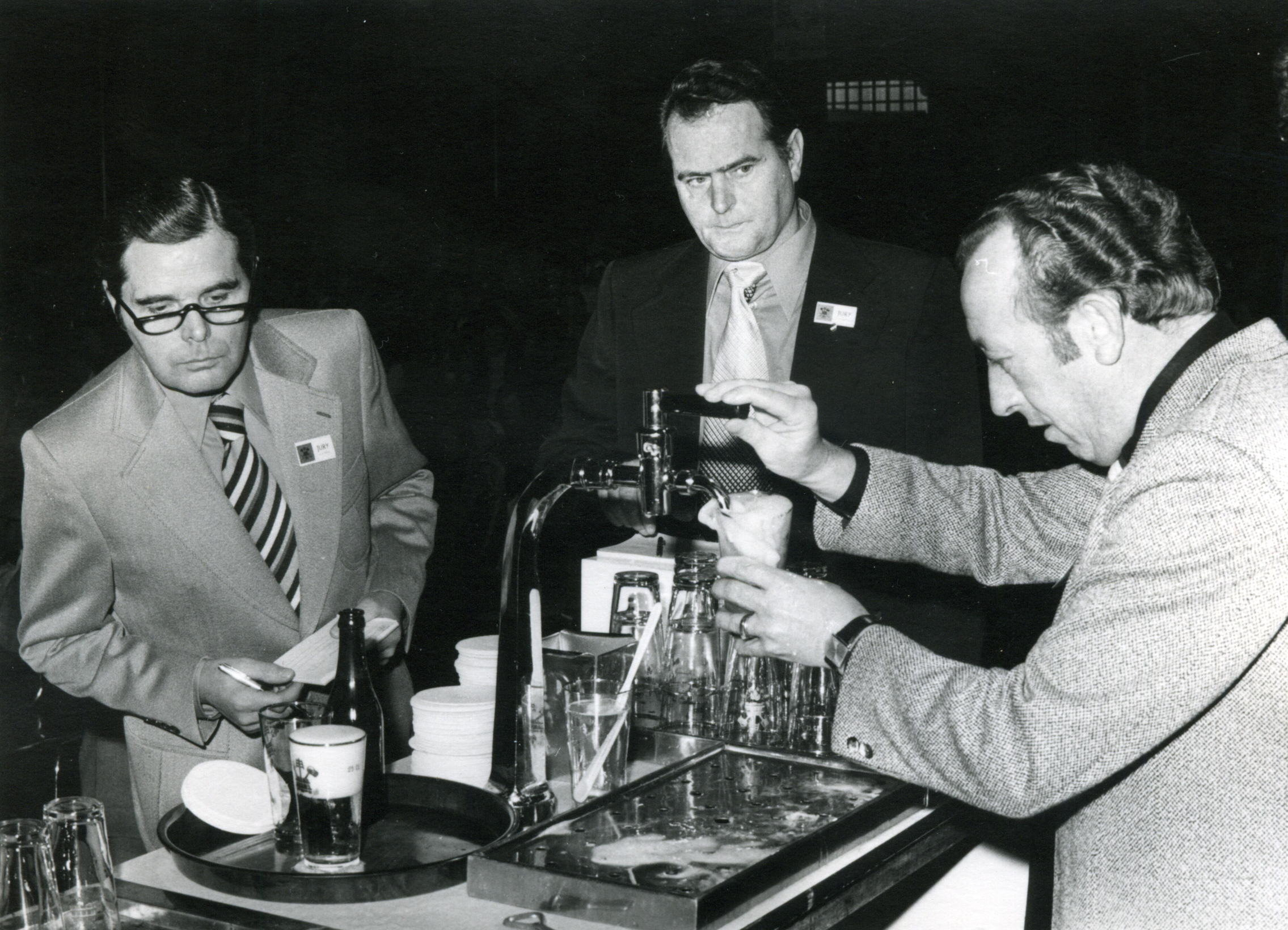
Biertapwedstrijd (1976)

In de jaren zestig worden de werkzaamheden op het gebied van verbruiksontwikkeling en collectieve reclame geleidelijk afgebouwd. De laatst collectieve reclamecampagne voor bier vindt plaats in 1965-1966 onder het motto "Ik? Bier!" en wordt verzorgd door reclamebureau De la Mar met fotowerk van Ed van der Elsken. Voor het CBK blijft wel een taak weggelegd als promotor van een goede en hygiënische bierbehandeling in de horeca. In dit kader worden jaarlijks de zogenaamde biertapwedstrijden georganiseerd, een landelijk evenement met regionale voorrondes waaraan in meer dan vijftig jaar (1953-2006) vele duizenden horecaondernemers deelnemen. In zijdelingse zin is het CBK ook betrokken bij de zogenaamde Bierwacht (1951-1982), een landelijke serviceorganisatie van de gezamenlijke brouwerijen die horecaondernemers helpt bij het reinigen van hun tapinstallaties. Kantoor en administratie van de Bierwacht zijn ondergebracht bij het CBK maar het uitvoerend personeel (de bierwachten) is in wezen werkzaam voor eigen rekening en risico.

## Belangenbehartigings- en werkgeversorganisatie
In de jaren zeventig en tachtig groeit het CBK uit tot een krachtige lobbyorganisatie. Het CBK bestrijkt een flink aantal terreinen waarop collectieve actie en belangenbehartiging geboden is: warenwetgeving en bierverordeningen, drank- en horecawetgeving, accijnswetgeving, statiegeldproblematiek, voedselveiligheid, milieu- en verpakkingsproblematiek. Als werkgeversorganisatie is het CBK al vanaf de jaren vijftig betrokken bij de totstandkoming van de cao voor brouwerijen. Door concentratie en schaalvergroting daalt het aantal brouwerijen en krimpt dus ook het ledenbestand van het CBK. In 1981 telt het CBK nog maar 14 leden. Omdat grote brouwerijconcerns er de voorkeur aan geven een eigen cao af te sluiten, is de gezamenlijke brouwerij-cao op steeds minder bedrijven van toepassing. Daarentegen maakt het krimpende ledenbestand van het CBK juist andere vormen van samenwerking eenvoudiger. Dankzij overleg in CBK-verband voltrekt bijvoorbeeld de vervanging van het standaard bierflesje van 33 cl (het model ‘Apollinaris’), het ‘pijpje’, door een nieuwer model van 30 cl(BNR = Bruin Nederland Retour) zich in 1986 zonder grote problemen. In 1994 richten de Nederlandse brouwers een gemeenschappelijke organisatie op voor het beheer van pallets.

## Zelfregulering
Tot begin jaren negentig stijgt de bierconsumptie in Nederland maar vanaf 1992 toont de binnenlandse markt tekenen van verzadiging en loopt het bierverbruik geleidelijk aan terug met een gemiddelde van ongeveer 1% per jaar. Verruiming van het productaanbod door de introductie van vele speciaalbieren blijkt deze ontwikkeling niet te kunnen keren. De dalende bierconsumptie is enerzijds het gevolg van de toenemende populariteit van andere dranken (frisdranken, wijn) maar hangt anderzijds ook samen met verschillende accijnsverhogingen. Als belangenbehartigingsorganisatie van de Nederlandse brouwindustrie komt het CBK tegen elke accijnsverhoging in het verweer. Ook milieu-, zwerfafval- en duurzaamheidsvraagstukken bepalen steeds vaker de agenda van het CBK. Min of meer gedwongen door de toegenomen aandacht voor onverantwoorde alcoholconsumptie en alle daarbij horende uitwassen, zet de Nederlandse brouwindustrie in de jaren tachtig en negentig ook stappen op het gebied van zelfregulering in reclame en andere commerciële uitingen. Het CBK vervult hierbij een coördinerende rol.

## Secretariaat
Het CBK is aanvankelijk een stichting maar wordt op 16 mei 1960 omgezet in een coöperatieve vereniging met uitgesloten aansprakelijkheid. Op 21 december 1990 wordt deze rechtspersoon omgezet in een gewone vereniging. Het CBK heeft vanaf haar oprichting tot media 2008 kantoor gehouden in het monumentale grachtenpand Herengracht 282 te Amsterdam. Dit kantoorpand is vanaf 1941 eigendom van een aantal brouwerijen die aandeelhouder zijn van de N.V. Middenstands-Financieringsbank M.F. (vanaf 23 september 1947: N.V. Maatschappij tot Exploitatie en Financiering M.F.). Per 1 juli 2008 betrekt het CBK kantoorruimte in het voormalige Haagse stadhuis aan de Dagelijkse Groenmarkt 3-5. Tegelijkertijd wordt het personeel van het CBK ondergebracht in de nieuwe Stichting Dranken Nederland, dat zodoende gaat optreden als secretariaatsbureau voor het CBK. Deze Stichting Dranken Nederland fungeert tevens als secretariaatsbureau van de Nederlandse vereniging Frisdranken, Waters, Sappen (FWS), brancheorganisatie van de frisdranken-, waters-, sappen- en siropenindustrie. Vanaf 1 juli 2010 opereert het CBK onder de nieuwe naam vereniging Nederlandse Brouwers. Sinds 1 april 2018 is het secretariaat van de vereniging Nederlandse Brouwers gevestigd op de 13e etage van de kantoortoren De Haagsche Zwaan aan de Schenkkade 50. Op dezelfde etage huist ook de Federatie Nederlandse Levensmiddelen Industrie (FNLI), waarbij vereniging Nederlandse Brouwers als brancheorganisatie is aangesloten.   

## Voorzitters CBK en Nederlandse Brouwers
- 1939-1948 Mr. D.U. (Dirk) Stikker
- 1948-1960 Mr. Dr. L.G. (Rad) Kortenhorst
- 1962-1983 Prof. Dr. Th.L.M. (Theo) Thurlings
- 1984-2012 Hans Wiegel
- 2013-2019 Ir. T.R. (Tjapko) Poppens
- 2019-2022 C.A.J. (Stijn) Deelen
- 2022-heden Mr. Fred Teeven

## Secretarissen CBK en Nederlandse Brouwers
- 1939-1945 Mr. H.J.G. (Hans) Ivens
- 1945-1966 A.J. (Albert) Boks
- 1966-1979 Mr. A.A. (Adriaan) Vriesendorp
- 1979-1984 A.A.M. (Alwy) Kemperink
- 1984-2001 Mr. H.E. (Dick) Jonker Roelants
- 2001-2010 Drs. J.J.M. (Jack) Verhoek
- 2010-2019 Drs. C.J. (Cees-Jan) Adema
- 2019-2023 Ir. Lucie Wigboldus
- 2023-heden Meint Waterlander

## Aangesloten leden
- Alfa Brouwerij
- Bavaria Brouwerij
- Budelse Brouwerij
- Grolsche Bierbrouwerij Nederland
- Gulpener Bierbrouwerij
- Heineken Nederland
- InBev Nederland
- Lindeboom Bierbrouwerij
- Texelse Bierbrouwerij
- Brouwerij De Leckere